# 와이라라파 유나이티드 FC
와이라라파 유나이티드 FC(Wairarapa United Football Club)는 뉴질랜드의 매스터턴에 위차한 축구단이다. WUFC 우먼스 퍼스트는 케피털 풋볼 우먼스 리그에서 뛰는 지역 최초의 시니어 여성 팀으로, 2022년에 1위를 차지했다다. 2023년에 구단은 지역 리그에 2개의 추가 여자 팀과 주니어 리그의 주니어 U8, U10 및 U12 팀을 배치할 예정이다.